# Cubilledo (Baleira)
Cubilledo (llamada oficialmente Santiago de Cubilledo) es una parroquia y una aldea española del municipio de Baleira, en la provincia de Lugo, Galicia.

## Organización territorial
La parroquia está formada por dieciséis entidades de población:

### Entidades de población
Entidades de población que forman parte de la parroquia:
- A Anduriña (A Andoriña)
- A Espiña
- Cabreira
- Castrelo
- Cubilledo
- Esgrade
- O Castro
- O Real de Sampaio (O Real de San Paio)
- Os Vilares
- Padornelo
- Sampaio (San Paio)
- Trembedo
- Vilarín (Vilarín de Cubilledo)
- Vilauriz

### Despoblados
Despoblados que forman parte de la parroquia:
- Ladride
- Suagranda

## Demografía

### Parroquia
| Gráfica de evolución demográfica de Cubilledo (parroquia) entre 2000 y 2019 |
|                                                                             |
| Datos según el nomenclátor publicado por el INE.                            |

### Aldea
| Gráfica de evolución demográfica de Cubilledo (aldea) entre 2000 y 2020 |
|                                                                         |
| Datos según el nomenclátor publicado por el INE.                        |